# Fortalesa de Halidzor
La Fortalesa de Halidzor (en armeni: Հալիձորի բերդ), es troba al llarg d'un pujol amb vista al riu Voghji a un quilòmetre de la localitat de Kapan de la província de Siunik d'Armènia. Està situada a 983 metres sobre el nivell del mar.

## Història
Va ser construïda originalment al segle xvii per servir com a convent, més tard es va convertir com a fortalesa per una mica temps per a la família Melik Parsadanian.
Durant el segle xviii el famós comandant militar armeni David Bek, i el seu principal lloctinent i successor Mkhitar Sparapet van utilitzar el lloc com la seva seu principal i com a centre administratiu per Siunik en la seva lluita contra les forces de l'Imperi otomà i els perses. Entre 1723 i 1727, Bek juntament amb altres 300 soldats, 13 bisbes i 3 sacerdots va defensar la fortalesa d'un setge provocat per un exèrcit invasor de 70.000 turcs otomans. El caràcter defensiu de la ubicació dels soldats de Bek els va donar un avantatge en la seva lluita contra l'enemic, però el setge va deixar als defensors cansats i amb poc menjar, la sensació que estaven atrapats i el gran nombre dels contrincants, els van portar a una càrrega suïcida pel menjar que va aterrir l'exèrcit invasor, els turcs van abandonar la zona, suposadament, deixant 12.000 morts en el camp de batalla.
David Bek va morir el 1728 a la mateixa fortalesa com a conseqüència d'una malaltia. La tradició oral compte que després de la seva defunció un ancià bisbe de Tatev va venir i es va organitzar un gran funeral en el seu honor. Bek es troba suposadament enterrat en el cementiri als afores dels murs de la fortalesa. La làpida es diu que té solament una flor tallada en la seva part inferior perquè l'enemic no pogués reconèixer que era el lloc del descans final de l'heroi armeni.
Després de la mort de Bek, l'exèrcit otomà va capturar Halidzor i va notificar als defensors que anaven a prendre el control de la fortalesa deixant il·lesos al batalló i als residents. Van sortir a negociar el sacerdot Ter Avedis juntament amb Mkhitar Sparapet -que ara estava al comandament militar -, quan van obrir les portes de la fortalesa, alguns dels seus defensors van ser exterminats.

## Descripció
Els murs de la fortalesa es presenten en una forma irregular en un plànol de situació de quadrilàter. Dins dels murs de la fortalesa es troben les restes de l'església de S. Minas i una capella, així com els fonaments del que abans havien servit com a habitatges i altres estructures. Dos portals arquejats condueixen a Halidzor des dels murs de la fortificació exterior cap al nord i el sud. En l'escaira sud-oest de la muralla hi ha una torre i des del nord cap a l'est hi ha una terrassa.
Hi havia un túnel secret amb un recorregut de 500 metres fins al riu Voghji per permetre que els seus habitants tinguessin accés a aigua dolça en el cas de setge -una de les raons per la qual els homes de Bek van ser capaços de mantenir la seva posició en lloc de rendir-se durant el lloc pel turcs-. Ara està coberta, i les seccions del túnel estan en ruïna.
L'església en el costat oriental de Halidzor és una estructura amb sala abovedada construïda a partir de grans pedres de maçoneria. En un i un altre costat de la nau i al costat de l'absis es troben les sagristies. En les parets nord i sud de l'edifici estan les restes de dos pisos amb pòrtics. L'església de S. Minas es basa en una tècnica d'arquitectura similar a la construcció de l'altra església. El pati oriental de l'església s'ha ampliat. En 2006 la restauració i reconstrucció van començar a Halidzor i van acabar a partir de 2010.